# Adam (film, 2019)
Pour les articles homonymes, voir Adam (homonymie).
Pour plus de détails, voir Fiche technique et Distribution.
Adam est un film dramatique franco-belgo-marocain réalisé par Maryam Touzani, sorti en 2019.

## Synopsis
Une jeune femme, Samia (jouée par Nisrin Erradi), enceinte de neuf mois, est à la recherche d'un logement et d'un travail, et frappe aux portes de la ville, ayant quitté son village pour s’épargner la honte d’une grossesse hors mariage. Les regards sont méfiants, les consciences peu enclines à accepter une femme qu’on pense de mauvaise vie. Une veuve, Abla (jouée par Lubna Azabal) se montre méfiante et peu encline à lui fournir un toit et un travail, avant de se résoudre à l’accueillir chez elle, pour quelques nuits. Depuis la mort de son mari, Abla élève seule sa fille de 8 ans, et gagne sa vie en préparant et vendant des pâtisseries. Suite à l’arrivée dans sa maison de Samia, un rapprochement va difficilement mais progressivement s'opérer entre les deux femmes, et va secouer la vie un peu sombre d'Abla. Reste l'accouchement et le devenir de l'enfant, la société condamnant de fait Samia à abandonner son bébé ou à vivre en paria,,,.

## Fiche technique
- Titre original : Adam
- Réalisation : Maryam Touzani
- Scénario : Maryam Touzani et Nabil Ayouch
- Décors : Pilar Peredo
- Costumes : Aida Diouri
- Photographie : Virginie Surdej
- Montage : Julie Naas
- Musique :
- Producteur : Nabil Ayouch
  - Coproducteur : Amine Benjelloun et Patrick Quinet
- Société de production : Ali n' Productions, Les Films du Nouveau Monde et Artemis Film
- Sociétés de distribution : Ad Vitam
- Pays d'origine :  Maroc,  France et  Belgique
- Langue originale : arabe et français
- Format : couleur
- Genre : Drame
- Durée : 100 minutes
- Dates de sortie :
  - France : 
    - 20 mai 2019 (Cannes)
    - 5 février 2020 (en salles)

  - Canada : 11 septembre 2019 (Toronto)
  - Suisse : 30 septembre 2019 (Zurich)

## Distribution
- Lubna Azabal : Abla
- Nisrin Erradi : Samia
- Douae Belkhaouda : Warda
- Aziz Hattab : Slimani
- Hasnaa Tamtaoui : Rkia

## Distinctions
Le film, retenu dans la sélection un certain regard au Festival de Cannes 2019, a également reçu plusieurs prix, dont le prix le Valois des Étudiants Francophones au Festival du film francophone d'Angoulême (FFA), et le prix Agnès au Festival international du film francophone de Namur (FIFF),.